# 玉岡かがり
玉岡 かがり（たまおか かがり）は、日本の漫画家。

## 来歴
2007年、『まんがタイムきらら』（芳文社）3月号より『ダブルナイト』の連載を開始。
2011年3月に『月刊コミック アース・スター』（アース・スター エンターテイメント）が新創刊され、創刊号より『創刊! コミック アース・スター編集部』の連載を開始。同年、『まんが4コマぱれっと』（一迅社）がリニューアルし、6月号にて同時に8作品の連載が開始され、その1作として『戦乙女と屋根の下』を開始。2012年5月、『創刊! コミック アース・スター編集部』を単行本化する際に『まんがーる!』へと改題。同作は2013年にテレビアニメ化されている。
2018年2月28日、アリアンローズレーベルよりビスの小説『転生王女は今日も旗を叩き折る』のコミカライズの連載を開始。

## 作品リスト

### 連載
- 吉永さん家のガーゴイル（『マジキュー』2005年2月 - 12月、エンターブレイン、全2巻）
- ぼくの生徒はヴァンパイア（『まんがタイムきららMAX』2006年10月号 - 2010年12月号[7]、芳文社、全3巻）
- ダブルナイト（『まんがタイムきらら』2007年3月号[2] - 2010年2月号[8]、芳文社、全2巻）
- 戦乙女と屋根の下（『まんが4コマぱれっと』2011年6月号[4] - 2013年6月号、一迅社、全2巻）
- まんがーる!（キャラクター原案：ヤス、『コミック アース・スター』創刊号[3] - 第28号、アース・スター エンターテイメント、全3巻） - 連載開始時タイトルは『創刊! コミック アース・スター編集部』[3]
- 転生王女は今日も旗を叩き折る（原作：ビス、アリアンローズ、2018年2月28日[6] - 連載中、既刊10巻）

### アンソロジー
- 『かなめもアンソロジー』（『まんがタイムきららMAX』2009年11月号創刊5周年記念別冊付録[9]）
- 『けいおん! アンソロジーコミック』Vol.1（2009年11月27日発売[10]、芳文社）

### ゲーム関連
- そう、あたしたちはこんなにも理不尽な世界に生きているのだらよ（キャラクターデザイン・原画 / 自転車創業）
- そう、あたしたちはこんなにも理不尽な世界に生きているのだらよ３　※この世界で２の発売予定はありません。（キャラクターデザイン・原画 / 自転車創業）
- あの、素晴らしい　　をもう一度／再装版（キャラクターデザイン・原画 / 自転車創業）
- ノベルゲームの枠組みを変えるノベルゲーム。(キャラクターデザイン / 自転車創業）
- 星の欠片の物語、ひとかけら版 (キャラクターデザイン / 自転車創業）
- 星の欠片の物語。しかけ (キャラクターデザイン / 自転車創業）